# Ruta de Illinois 162
La Ruta de Illinois 162, abreviada IL 162 (en inglés: Illinois Route 162), es una carretera estatal estadounidense ubicada en el estado de Illinois. La carretera inicia en el oeste desde la IL 203     en Granite City hacia el este en la US 40     en Troy. La carretera tiene una longitud de 26,3 km (16.36 mi).

## Mantenimiento
Al igual que las autopistas interestatales, y las rutas federales y el resto de carreteras estatales, la Ruta de Illinois 162 es administrada y mantenida por el Departamento de Transporte de Illinois por sus siglas en inglés IDOT.